# Notre-Dame-de-Lourdes, Manitoba
Notre-Dame-de-Lourdes är en ort i Kanada.   Den ligger i provinsen Manitoba, i den sydöstra delen av landet, 1 800 km väster om huvudstaden Ottawa. Antalet invånare är 589.